# Cymindis borealis
Cymindis borealis är en skalbaggsart som beskrevs av Leconte. Cymindis borealis ingår i släktet Cymindis och familjen jordlöpare. Inga underarter finns listade i Catalogue of Life.